# 23 Librae b
23 Librae b (hay 23 Lib b) là một ngoại hành tinh khổng lồ quay quanh 23 Librae, được phát hiện vào năm 1999. Quỹ đạo của hành tinh này nằm tại vùng có thể ở được.
Năm 1999, 23 Librae b được biết là có khối lượng ít nhất khoảng 1,5 lần khối lượng Sao Mộc. Các hành tinh quay quanh 23 Librae với khoảng cách trung bình khoảng 0,82 AU, tức ở khoảng giữa Sao Kim và Trái Đất trong Hệ Mặt Trời.